# Lymnastis
Lymnastis (лат.) — род жуков-жужелиц из подсемейства трехин. Описано около 40 видов.

## Описание
Длина тела имаго 2—2,2 мм. Тело одноцветное, жёлтое, плоское. Представители данного рода характеризуются следующими признаками: голова маленькая, узкая, сложные глаза обычно большие, состоят из около десяти фасеточных ячеек, лобная надглазничная бороздка редуцирована, прищитковая бороздка на вершине не загнута, на надкрыльях имеются мелкие волоски; на надкрыльях нет возвратной бороздки, вершина брюшка выступает из-под надкрылий, верхняя часть тела в нежных волосках.